# Rexea solandri
Rexea solandri és una espècie de peix pertanyent a la família dels gempílids.

## Descripció
- Pot arribar a fer 110 cm de llargària màxima i 16 kg de pes.
- És blavós a la part superior i platejat a la inferior.
- Presenta una taca negra en dues membranes de la primera aleta dorsal.
- Aleta dorsal grisenca.
- Cos recobert totalment d'escates a partir dels 25 cm de longitud.
- 18-19 espines i 16-19 radis tous a l'aleta dorsal i 2 espines i 13-16 radis tous a l'anal.
- 36 vèrtebres.
- La línia lateral es ramifica per sota de la cinquena a la sisena espines de la primera aleta dorsal: la branca superior va més enllà de l'origen de la segona aleta dorsal, mentre que la inferior és ondulada per damunt de la base de l'aleta anal.[3][4][5]

## Alimentació
Menja peixos, calamars i crustacis.

## Depredadors
A les illes Filipines és depredat pel dofí de musell llarg (Stenella longirostris) i a Austràlia per Cyttus traversi, Macruronus novaezelandiae i Helicolenus percoides.

## Hàbitat
És un peix marí, oceanòdrom i bentopelàgic que viu entre 100 i 800 m de fondària (normalment, entre 300 i 450) de la plataforma i el talús continentals i entre les latituds 25°S-48°S i 109°E-173°W. Els joves són pelàgics i els adults viuen a prop de la superfície davant les costes de Tasmània i Nova Zelanda.

## Distribució geogràfica
Es troba al Pacífic sud-occidental: el sud, sud-oest i sud-est d'Austràlia (incloent-hi Tasmània) i Nova Zelanda.

## Ús comercial
La carn és de bona qualitat comestible i especialment saborosa si és fumada.

## Observacions
És inofensiu per als humans i la seua esperança de vida és de 16 anys.